# Transmissió (medicina)
La transmissió és el mecanisme mitjançant el que l'agent causal d'una malaltia és transmès entre individus portadors cap a individu no portadors. En moltes malalties transmissibles la transmissió és deguda a una infecció per microorganismes, però hi ha malalties que són transmissibles, però no infeccioses. Un cas paradigmàtic és el cas de la infestació per paràsits que no són microorganismes (P.ex: tènies, miasis). D'altres malalties són fruit de la transmissió genètica en el cas de malalties amb base genètica o en altres malalties congènites en què l'agent causant passa al fetus a partir de la mare (p. ex.: malformacions fetals degudes al fum del tabac), en aquest cas tampoc intervé la colonització bacteriana. És important destacar la desvinculació entre transmissió i desenvolupament de la malaltia, és a dir que hi pot haver portadors sans (que no desenvolupen símptomes o fins i tot la mateixa malaltia).
Quan el terme fa referència estrictament a la transmissió de microorganismes directament d'un individu a un altre per un o més dels següents mitjans:
- Transmissió aèria: per l'aire en tossir, esternudar o respirar.
  - infecció per partícules seques o humides molt petites (<5 µm): que es mantenen a l'aire durant llargs períodes que permeten contaminació a l'aire fins i tot després de la sortida de la persona portadora o malalta.
  - infecció per gotetes: partícules petites (>5 µm) i generalment humides que es mantenen a l'aire durant un curt període. La contaminació es produeix generalment en presència de la persona portadora o malalta.
- Contacte físic directe: toca a una persona infectada, inclòs contacte sexual.
- Indirecte: 
  - per contacte físic: generalment tocant una superfície contaminada, inclòs el sòl (fomes).
  - mitjançant un altre organisme, ja sigui per un vector (per exemple, un mosquit o mosca) o per un hoste intermedi (per exemple, la ingesta de carn de porc poc cuinada permet la transmissió de la tènia). La transmissió indirecta podria implicar zoonosis o, més típicament, patògens més grans com macroparàsits amb cicles de vida més complexos. Les transmissions poden ser autòctones (és a dir, entre dos individus al mateix lloc) o poden comportar viatges del microorganisme amb l'host afectat.
- Transmissió fecal-oral: generalment de mans no rentades, aliments contaminats o fonts d'aigua amb falta de sanejament i higiene, una via de transmissió important en pediatria, medicina veterinària i en països en desenvolupament.